# Marquesado de Cambil
El marquesado de Cambil es un título nobiliario español creado por el rey Alfonso XIII en favor de Juan Ramírez de Haro y Chacón mediante real decreto del 8 de marzo de 1920 y despacho expedido el día 23 del mismo mes y año, para hacer memoria del antiguo señorío del Castillo de Cambil y Alhavar, que lo fue de los marqueses de Villanueva de Duero.
Su nombre se refiere al municipio andaluz de Cambil, en la provincia de Jaén.

## Marqueses de Cambil
|                           | Titular                       | Periodo                   |
| Creación por Alfonso XIII | Creación por Alfonso XIII     | Creación por Alfonso XIII |
| ------------------------- | ----------------------------- | ------------------------- |
| I                         | Juan Ramírez de Haro y Chacón | 1920-1951                 |
| II                        | Juan Ramírez de Haro y Ulloa  | 1951-2003                 |
| III                       | Diego Ramírez de Haro y Alós  | 2004-hoy                  |

## Historia de los marqueses de Cambil
- Juan Ramírez de Haro y Chacón (Madrid, 1 de mayo de 1892-2 de diciembre de 1951), I marqués de Cambil, II conde de Villamarciel, caballero de la Real Maestranza de Zaragoza.[1][3]

Casó el 11 de junio de 1920, en Madrid, con María de la Concepción de Ulloa y Fernández-Durán (1895-1974). El 10 de julio de 1953, previa orden del 25 de marzo para que se expida la correspondiente carta de sucesión (BOE del 8 de abril), le sucedió su hijo:
- Juan Ramírez de Haro y de Ulloa (San Sebastián, 21 de julio de 1922-Madrid, 25 de febrero de 2003), II marqués de Cambil, III conde de Villamarciel, caballero de la Real Maestranza de Sevilla y del Real Cuerpo Colegiado de Caballeros Hijosdalgo de la Nobleza de Madrid.[3]

Casó el 7 de junio de 1954, en Madrid, con Carmen de Alós y Merry del Val (n. 1930), hija de Ricardo de Alós y Lloréns, III marqués de Haro, y de María del Carmen Merry del Val y Rámila. El 1 de septiembre de 2004, previa orden del 20 de julio para que se expida la correspondiente carta de sucesión (BOE del 9 de agosto), le sucedió su hijo:
- Diego Ramírez de Haro y Alós (n. Madrid, 12 de febrero de 1965), III marqués de Cambil, IV conde de Villamarciel, caballero del Real Cuerpo de la Nobleza de Madrid y de la Junta de Nobles Linajes de Segovia.[3]

Casó, en marzo de 2017, en Trujillo, con Mercedes Gallardo y Saro, hija de Fernando Gallardo y McKay y de Mercedes de Saro y Saro, sobrina y nieta de los condes de la Playa de Ixdain y sobrina de los condes de Torrecilla de Cameros.